# عهد بنت عبد الله البوسعيدية
عهد بنت عبد الله بن حمد البوسعيدية زوجة سُلطان عمان هيثم بن طارق. ولدت في محافظة مسقط لأسرة يعود نسبها من والديها للإمام أحمد بن سعيد البوسعيدي مؤسس الدولة البوسعيدية.
والدها هو السيد عبد الله بن حمد البوسعيدي وكيل وزارة سابق في وزارة العدل والأوقاف والشؤون الإسلامية ومحافظ محافظة مسندم السابق.

## حياتها
تلقت تعليمها العام بمراحله المختلفة في مدارس السلطنة، ثم أكملت دراستها الأكاديمية خارج سلطنة عُمان في تخصص علم الاجتماع الذي كان وما زال واحدًا من أبرز اهتماماتها، ثم سعت بعد ذلك لتنويع معارفها باللغتين العربية والإنجليزية، وما زالت السيدة الجليلة تواظب على القراءة والاطلاع في مجالات الاجتماع والتاريخ والثقافة والأدب والفن.
بعد اقترانها من السلطان هيثم بن طارق كرست حياتها لعائلتها وتنشئة أبنائها على مبادئ الأخلاق والقيم العمانية الأصيلة، إلى جانب تعميق معرفتها واطلاعها على العلوم الإنسانية والاجتماعية التي تنظر إليها على أنها مدخل علمي لفهم المجتمعات الإنسانية والسلوك الاجتماعي.
تولي اهتماماً خاصاً بالعمل الإنساني والاجتماعي، وتشغل قضايا الأسرة والتعليم والبيئة حيزاً كبيراً من اهتماماتها.

## الحياة الشخصية
تزوجت من السلطان هيثم بن طارق، ولهما من الأولاد:
- ذي يزن بن هيثم آل سعيد
- بلعرب بن هيثم آل سعيد
- ثريا بنت هيثم آل سعيد
- أميمة بنت هيثم آل سعيد